# Bundisten
Bundisten ist eine Bezeichnung für Mitglieder jüdischer Organisationen, die auf den Allgemeinen Jüdischen Arbeiterbund in Mittelosteuropa und in Russland zurückgehen.

## Allgemeiner jüdischer Arbeiterbund
Der Allgemeine jüdische Arbeiterbund von Polen und Russland wurde 1897 in Vilnius gegründet. „Der Bund“ wurde bald zu einer auch international vernetzten Gesellschaft jüdischer Sozialisten, hatte politische Kontakte etwa zu Lenin, Rosa Luxemburg und Otto Bauer und war zwischen 1890 und 1930 in vielen europäischen Ländern aktiv. 
Der „Bund“ hatte zunächst das Ziel, alle jüdischen Arbeiter des zaristischen Russlands in einer sozialistischen Partei zu vereinigen und den russischen Juden zu rechtlicher Anerkennung zu verhelfen.

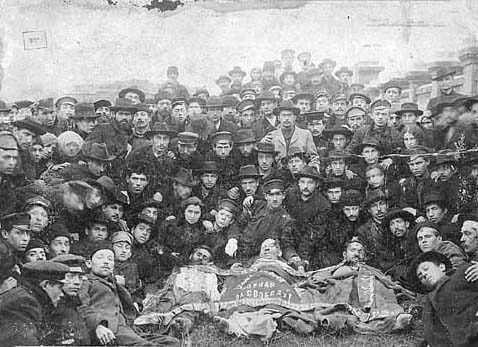
Bundisten mit Opfern von 1905

Eine entscheidende Rolle spielten die weißrussischen Bundisten in der Russischen Revolution von 1905, die sie in den jüdischen Städten anführten. Aus ihrer Kooperation mit den Sozialdemokraten der „Sozialdemokratie des Königreichs Polen und Litauens“ (SDKPiL) entstand 1910 die Jugendorganisation „Tsukunft“ (jiddisch für Zukunft). Nach dem Sieg der Bolschewiki emigrierten viele „Bundisten“.

## Aktivitäten in Polen
Der Bund verlagerte seine Hauptaktivität nach Polen – wo er später entscheidend am Aufstand im Warschauer Ghetto gegen die Nazis beteiligt war – und nach Frankreich.

## Emigration in den Westen
Ursprünglich waren die Bundisten eine säkulare sozialistische Partei und lehnten das traditionelle jüdische Leben in Russland und Polen als „reaktionär“ ab. Auch den Zionismus lehnten die meisten ab, weil die Alija nach Palästina eine Art Flucht darstellen würde und die in Russland angestrebten Rechte als jüdische Nationalität schwächen müsste.
Diese Ausrichtung der Bundisten änderte sich, als sich viele Bundisten zur Emigration nach Palästina, Westeuropa oder New York City entschlossen. Obwohl der „Bund“ dadurch in Osteuropa an Mitgliederschwund litt, förderte er das Jiddische als jüdische Nationalsprache und lehnte die (im späteren Israel gelungene) Wiederbelebung des Hebräischen, als Signum einer klerikalen jüdischen Gesellschaft, ab. Die „abtrünnigen“ Bundisten jedoch zerfielen in zwei Gruppen. Die einen wurden in Israel aktive Gründungsmitglieder sozialistischer Parteien und förderten indirekt das Hebräische, die anderen wurden – vor allem in Frankreich und den USA – zu entscheidenden Trägern der jiddischen Sprache und Kultur.
In der Zwischenkriegszeit entwickelten vor allem die Bundisten der Pariser Emigration und die Gruppen in den Neuengland-Staaten der Vereinigten Staaten eine hohe Wirksamkeit. Zwei Pariser Gruppen, die sich um 1922 von den allzu aktivistischen Linkssozialisten distanzierten, gründeten den Arbeiterklub und einige Jahre später (1929) die Maison de la Culture Yiddish. Die Bundisten bildeten in Frankreich ein wichtiges Bollwerk gegen den aufstrebenden Nationalsozialismus und mussten andererseits in Paris den auch in der jüdischen Diaspora stark vertretenen Kommunisten widerstehen.

## Nachkriegszeit
1947 wurde auf einer Konferenz in Belgien die Nachfolgeorganisation Internationaler Jüdischer Arbeiterbund (International Jewish Labor Bund) gegründet. Sie ist Assoziierte Organisation der Sozialistischen Internationale. In Israel erschien zuletzt zweimonatlich die jiddischsprachige Zeitschrift des Bundes Lebns Fragn. Der Vorsitzende von 1992 bis 2004 war Benjamin Nadel.

## Gegenwart
Zahlreiche kulturelle Institutionen gehen auf die „Bundisten“ zurück, unter anderem die Pariser Maison de la Culture Yiddish, die heute zu den größten Forschungsinstituten zur Jüdischen Geschichte Osteuropas und zur Jiddischen Sprache zählt. 
In Deutschland stehen die „Bund-Abenden“ und Jüdische Kulturtage in deren Tradition.
In den letzten Jahren sind neue Gruppen von "Bundisten" beziehungsweise Neo-Bundisten entstanden. Dazu gehört der "Jüdische antifaschistische Bund" in Deutschland und der Aktivismus rund um Isabel Frey in Wien.

## Filme
- Eran Torbiner: Bunda’im (2012)